# Clidemia pustulata
Clidemia pustulata är en tvåhjärtbladig växtart som beskrevs av Dc.. Clidemia pustulata ingår i släktet Clidemia och familjen Melastomataceae. Inga underarter finns listade i Catalogue of Life.